# 12 Bar Blues
12 Bar Blues è il primo album in studio da solista di Scott Weiland, allora frontman degli Stone Temple Pilots, pubblicato nel 1998 dalla Atlantic Records.
Il disco uscì durante un periodo buio per il cantante, segnato da una serie di vicissitudini personali dovute alla sua tossicodipendenza, fra le quali l'arresto per possesso di stupefacenti, la separazione dalla prima moglie e il momentaneo allontanamento dalla band.

L'album non fu un successo commerciale, ma ottenne pareri favorevoli da parte della critica. Pochi mesi dopo l'uscita di 12 Bar Blues Weiland si riunì agli Stone Temple Pilots, i quali registrarono No. 4. Il suo secondo disco da solista, "Happy" in Galoshes, vedrà la luce solamente nel 2008, a seguito dell'abbandono dei Velvet Revolver.

## Tracce
Testi e musiche di Scott Weiland eccetto dove indicato.
1. Desperation #5 – 4:04
2. Barbarella – 6:32 (Scott Weiland, Tony Castaneda)
3. About Nothing – 4:50 (Scott Weiland, Tony Castaneda)
4. Where's the Man – 5:12
5. Divider – 4:23 (Scott Weiland, Victor Indrizzo)
6. Cool Kiss – 4:57
7. The Date – 5:21
8. Son – 5:03 (Scott Weiland, Victor Indrizzo)
9. Jimmy Was a Stimulator – 4:01
10. Lady, Your Roof Brings Me Down – 5:26 (Scott Weiland, Victor Indrizzo)
11. Mockingbird Girl – 5:03 (Scott Weiland, Zander Schloss, Jeff Nolan)
12. Opposite Octave Reaction – 4:26

## Formazione
- Scott Weiland - voce, chitarra, sintetizzatore, percussioni, beat box, mellotron, pianoforte, vibrafono, basso, batteria, drum machine
- Daniel Lanois - sintetizzatore, chitarra
- Tony Castaneda - chitarra, basso, slide guitar
- Blair Lamb - beat box, drum machine
- Victor Indrizzo - voce, chitarra, tastiere, basso, batteria
- Tracy Chisolm - theremin
- Holly Reiger - chitarra
- Jeff Nolan - chitarra
- Sheryl Crow - fisarmonica
- Brad Mehldau - pianoforte
- Peter DiStefano - chitarra, basso
- Martyn LeNoble - basso, violoncello
- Michael Weiland - batteria, percussioni, drum machine
- Suzie Katayama - violoncello
- Novi Novog - viola
- Joel Derouin - violino
- Robin Lorentz - violino